# Ярове (Армізонський район)
Ярове́ (рос. Яровое) — село у складі Армізонського району Тюменської області, Росія.
Населення — 234 особи (2010, 265 у 2002).
Національний склад станом на 2002 рік:
- росіяни — 82 %